# Conie-Molitard
Conie-Molitard és un municipi francès, situat al departament de l'Eure i Loir i a la regió de Centre – Vall del Loira. L'any 2007 tenia 374 habitants.

## Demografia

### Població
El 2007 la població de fet de Conie-Molitard era de 374 persones. Hi havia 152 famílies, de les quals 32 eren unipersonals (24 homes vivint sols i 8 dones vivint soles), 56 parelles sense fills i 64 parelles amb fills.
La població ha evolucionat segons el següent gràfic:
Habitants censats

### Habitatges
El 2007 hi havia 199 habitatges, 157 eren l'habitatge principal de la família, 35 eren segones residències i 7 estaven desocupats. Tots els 196 habitatges eren cases. Dels 157 habitatges principals, 146 estaven ocupats pels seus propietaris i 11 estaven llogats i ocupats pels llogaters; 1 tenia una cambra, 2 en tenien dues, 21 en tenien tres, 40 en tenien quatre i 93 en tenien cinc o més. 146 habitatges disposaven pel capbaix d'una plaça de pàrquing. A 53 habitatges hi havia un automòbil i a 95 n'hi havia dos o més.

### Piràmide de població
La piràmide de població per edats i sexe el 2009 era:
| Homes | Edats   | Dones |
| ----- | ------- | ----- |
| 0     | 95 o +  | 0     |
| 2     | 90 a 94 | 4     |
| 2     | 85 a 89 | 2     |
| 1     | 80 a 84 | 5     |
| 11    | 75 a 79 | 5     |
| 7     | 70 a 74 | 13    |
| 7     | 65 a 69 | 7     |
| 10    | 60 a 64 | 8     |
| 7     | 55 a 59 | 6     |
| 13    | 50 a 54 | 8     |
| 23    | 45 a 49 | 14    |
| 17    | 40 a 44 | 23    |
| 15    | 35 a 39 | 10    |
| 12    | 30 a 34 | 10    |
| 1     | 25 a 29 | 6     |
| 5     | 20 a 24 | 4     |
| 15    | 15 a 19 | 11    |
| 10    | 10 a 14 | 11    |
| 13    | 5 a 9   | 8     |
| 4     | 0 a 4   | 8     |

## Economia
El 2007 la població en edat de treballar era de 251 persones, 197 eren actives i 54 eren inactives. De les 197 persones actives 189 estaven ocupades (105 homes i 84 dones) i 8 estaven aturades (3 homes i 5 dones). De les 54 persones inactives 21 estaven jubilades, 18 estaven estudiant i 15 estaven classificades com a «altres inactius».

### Ingressos
El 2009 a Conie-Molitard hi havia 164 unitats fiscals que integraven 415,5 persones, la mediana anual d'ingressos fiscals per persona era de 20.411 €.

### Activitats econòmiques
Dels 4 establiments que hi havia el 2007, 2 eren d'empreses de construcció, 1 d'una empresa de comerç i reparació d'automòbils i 1 d'una empresa de serveis.
Dels 2 establiments de servei als particulars que hi havia el 2009, 1 era un paleta i 1 lampisteria.
L'any 2000 a Conie-Molitard hi havia 6 explotacions agrícoles.

## Equipaments sanitaris i escolars
El 2009 hi havia una escola elemental integrada dins d'un grup escolar amb les comunes properes formant una escola dispersa.

## Poblacions més properes
El següent diagrama mostra les poblacions més properes.